# Johannes Angern
Johannes „Hans“ Friedrich Gotthilf Angern (* 13. Juni 1861 in Diesdorf, Altmark; † 10. September 1938 Berlin) war ein  preußischer Generalmajor.

## Leben
Johannes Angern ging auf die königliche Landesschule Pforta. 1879 verließ er die Landesschule und wechselte an das Pädagogikum Ostrowo.
1884 wurde er beim Infanterie-Regiment von der Goltz in Kolberg zum Sekondeleutnant, dann 1893 zum Premierlieutenant befördert und war 1895 an die Gewehrfabrik Spandau kommandiert.
Am 10. September 1898 wurde Angern im Rang eines Hauptmanns zum Direktionsassistenten der Gewehrfabrik in Danzig und am 22. März 1907 als Major dort zum Direktor ernannt.
Im Rang eines Oberstleutnants wurde er im Jahr 1916 Direktor der im selben Jahr gegründeten Munitionsfabrik in Kassel-Forstfeld, in der bis zu 15.000 Männer und Frauen beschäftigt waren. In dieser Zeit war er auch Mitglied im Fachausschuss 6 („Metallgewinnung und Metallbearbeitung“) der Kaiser-Wilhelm-Gesellschaft und Ordentliches Mitglied der Naturforschenden Gesellschaft in Danzig.
Sekondeleutnant Angern heiratete am 9. März 1892 in Berlin seine Verlobte, die am 4. Dezember 1869 geborene Clara Ida Hedwig Mehls. Der spätere Generalleutnant der Wehrmacht Günther Angern war sein Sohn. Eine Tochter war mit Friedrich August von Lindstedt (1886–1956) verheiratet.
Johannes Angern starb 1938 im Alter von 77 Jahren in Berlin. Sein Grab befindet sich auf dem Alten St.-Matthäus-Kirchhof in Berlin-Schöneberg.

## Orden und Ehrenzeichen
- Roter Adlerorden 4. Klasse (1907)